# 基塔·瑟倫利
基塔·瑟倫利（德語：Gitta Sereny，1921年3月13日—2012年6月14日），出生于奥地利维也纳的传记作家、调查记者、历史学家，女性。因采访调查玛丽·贝尔（少年杀人犯）、弗朗茨·保罗·施坦格尔（纳粹特雷布林卡灭绝营指挥官）等争议人物而闻名。

## 生平
2012年6月14日，基塔在英国剑桥阿登布鲁克医院（Addenbrooke's Hospital）病逝，享年91岁。

## 成就
代表作有《玛丽·贝尔事件：少年杀人犯之像》（The Case of Mary Bell: A Portrait of a Child Who Murdered） (1972) 、《阿尔伯特·施佩尔：他与眞理的战斗》（Albert Speer: His Battle with Truth） (1995)等书。其中，《阿尔伯特·斯佩尔：他与眞理的战斗》一书让她获得1995年的达夫·库珀奖（Duff Cooper Prize）和詹姆斯·泰特·布萊克紀念獎（James Tait Black Memorial Prize），以及2002年的斯蒂格·达格曼奖（Stig Dagerman Prize）。2004年，英国皇室为基塔颁发大英帝國勳章（Commander of the Order of the British Empire），表彰其为调查新闻做出的贡献。

## 著作
- . Volume 158 of Pimlico (Series). United Kingdom: Random House. February 13, 1995  [2013-12-25]. ISBN 9780712662970. （原始内容存档于2013-12-18）.
- 《进入黑暗：从安乐死到大屠杀，關於特雷布林卡的指挥官弗朗茨·施坦格尔的研究》（Into That Darkness: from Mercy Killing to Mass Murder, a study of Franz Stangl, the commandant of Treblinka） (1974, second edition 1995 （页面存档备份，存于）)
- 《無形孩童：美國、西德及英國的兒童賣春調查》（The Invisible Children: Child Prostitution in America, West Germany and Great Britain） (1984)
- 《阿爾伯特·施佩爾：他與眞理的戰鬥》（Albert Speer: His Battle with Truth） (1995, 1996 paperback （页面存档备份，存于）)
- 《聽不見的哭聲：瑪麗·貝爾的故事》（Cries Unheard: The Story of Mary Bell ）(1998)
- 《德國創傷1938年—2001年：經驗及反省》（The German Trauma: Experiences and Reflections, 1938-2001） (2002)[4]